# Абверкоманда-203
Абверкоманда-203 (АК-203) школа диверсантов в деревне Гемфурт (нем. Hemfurth, коммуна Эдерталь, район Вальдек-Франкенберг, административный округ Кассель, земля Гессен, Германия) — немецкая диверсионная школа, действовавшая во время Великой Отечественной войны против РККА. Состав вербовался и комплектовался из несовершеннолетних подростков и взрослых коллаборационистов на оккупированной территории СССР. Действовала школа при армейской группе армий «Центр». «АК 203» последовательно возглавляли подполковники Вернер Геттинг-Зеебург, Вильгельм Готцель и Георг Арнольд .
Получила известность в СМИ после выхода скандального российского художественного фильма «Сволочи», как доказательство совершенно иной реальности нежели было придумано и изображено в данном фильме.

## История
Агентура вербовалась в Смоленском пересыльном лагере № 126, Минском лагере № 352 и пересыльном лагере в пригороде Борисова, где существовало специализированное отделение «Лесного лагеря» для перебежчиков с советской стороны. Вербовку агентов вели Козловский, Бухгольц и Мюллер (сотрудники органа Каяндер[уточнить]). Вербовали подростков 13—17 лет обоих полов из детских домов Орши и Смоленска. Мальчиков вербовали, предлагая им вступить в РОА, из девочек готовили медсестёр. Завербованных новичков направляли в Смоленскую и Минскую диверсионные школы. Часть возвращавшихся после обучения агентов перебрасывалась в советский тыл, другие агенты оставались при абверкоманде, в школе одновременно обучались 25-75 человек. Срок обучения — 1-2 месяца, некоторые воспитанники обучались до 6 месяцев и более. Подросткам преподавали методику совершения диверсий, обучали пользованию специальными средствами, в школе также велись занятия по строевой и физической подготовке. С сентября 1941 до сентября 1943 года команда дислоцировалась в Смоленске, затем в Зубово и Орше. Дальнейший маршрут продвижения команды лежал через деревню Королёв Стан под Минском, до января 1944 года команда размещалась в Вильно, Белостоке, в августе 1944 разместилась в г. Староград. В феврале 1945 года школа была переведена из Гемфурта в замок Бишофсфельден в 6 км от г. Конин, где продолжала вести подготовку агентуры, команда была переформирована, и часть личного состава окончившая Смоленскую школу, была передана в АК-204.

#### Операции на территории СССР
Заброска подростков-диверсантов производилась самолётами со Смоленского и Минского аэродромов. Агенты забрасывались парами в гражданской одежде и без документов. В советском тылу подростки должны были выдавать себя за детей, потерявших родителей.
Диверсанты снабжались взрывными устройствами, замаскированными под куски каменного угля, и получали задание по совершению диверсий на железных дорогах. Их задача была доставить взрывчатку до ближайшего паровоза на магистрали. Под действием высокой температуры устройство срабатывало в паровозной топке и разрывало котёл.
В первые дни августа 1944 года более 60 выпускников школы были заброшены на территорию Белоруссии.

#### Противодействие со стороны СССР
В ходе одной из контрразведывательных операций в Смоленскую диверсионную школу был внедрён агент Михайлов. Красноармеец 444-го стрелкового полка Алексей Семёнович Соболев ранее добровольно дал согласие на выполнение задания в качестве зафронтового агента особого отдела НКВД. В июне 1942 года Михайлов был переброшен в расположение войск противника. Задержав Михайлова, немцы поместили его в вяземский лагерь военнопленных. Он сумел завоевать доверие немцев и был зачислен в подразделение РОА, а затем попал в число агентов абвера.
В Смоленской диверсионной школе Михайлов сумел склонить для работы в пользу военной контрразведки СССР 12 курсантов, убедив их явиться с повинной после переброски через линию фронта, снабдив паролем для явки в органы госбезопасности.
Помимо этого, он привлёк к сотрудничеству агента абвера, бывшего начальника штаба батальона РККА Петра Марковича Голокоза, что стало ценным приобретением для военной контрразведки. Михайлов поручил ему проводить работу по деморализации диверсантов, обучавшихся в смоленской школе. Так удалось сорвать несколько готовившихся диверсий и провести оперативную комбинацию, в результате которой из школы были отчислены подготовленные к диверсионной работе подростки.
В конце января 1943 года Михайлову удалось связаться с партизанами, и вскоре он был переправлен в особый отдел НКВД Калининского фронта, где сообщил ценную оперативную информацию о смоленской диверсионной школе абвера.
В 1944 году Алексей Скоробогатов, один из некогда обученных диверсантов, попадает в руки СМЕРШа. Его перевербовывают и отправляют в немецкий тыл с заданием развалить систему подростковых диверсионных школ.

#### Прекращение существования
В апреле 1945 года команда была расформирована, часть личного состава брошена на оборону Берлина, другая выехала в Брауншвейг. Остатки команды остались в Шмерцке и присоединились к обороняющимся там немецким фронтовым частям.

## Аналоги
Помимо Гемфуртской школы существовал ещё целый ряд аналогичных школ и курсов по подготовке малолетних разведчиков и диверсантов. В деревне Телешево существовала спецшкола по подготовке агентов из числа подростков. Бобруйская спецшкола готовила разведчиков. В Райгородке подростков натаскивали на ведение разведки ближних тылов Красной армии. Школа в г. Славянске обучала агентов-разведчиков ближнего и дальнего тыла. В Краснодарской элитной спецшколе готовили диверсантов-парашютистов из молодёжи 14-20 лет. В Орше обучали подрывников-диверсантов. По неподтвержденной информации, с 1942 года в Краматорске немецкие спецслужбы начали подготовку «спящих» агентов из подростков для длительного оседания в советском тылу.

## В культуре
- Кукушкины дети (фильм) Россия, 1991
- Родина или смерть (фильм, 2007) Россия

## Примечание
1. ↑  ФСБ РОССИИ РАССЕКРЕТИЛА АРХИВНЫЕ ДОКУМЕНТЫ О ПОДВИГАХ ЗАФРОНТОВЫХ АГЕНТОВ ОРГАНОВ ВОЕННОЙ КОНТРРАЗВЕДКИ «СМЕРШ» :: Федеральная Служба Безопасности. www.fsb.ru. Дата обращения: 20 июня 2024. Архивировано 20 июня 2024 года.
2. ↑  Спецшкола «Абверкоманда-203». Неопровержимые доказательства — из архивов ФСБ России. ЯСИА (6 мая 2021). Дата обращения: 14 июля 2021. Архивировано 14 июля 2021 года.
3. ↑  «Особая команда Гемфурт»: русские беспризорники на службе у нацистов. russian7.ru. Дата обращения: 14 июля 2021. Архивировано 14 июля 2021 года.
4. ↑  Подростки-диверсанты из советских беспризорников. Отряд чудовищ "Гемфурт" (2019) смотреть онлайн в хорошем качестве. voenhronika.ru. Дата обращения: 14 июля 2021. Архивировано 14 июля 2021 года.
5. ↑  СБ-Беларусь сегодня. «Абверкоманда-203» подставу не заметила... www.sb.by (20 декабря 2013). Дата обращения: 14 июля 2021. Архивировано 14 июля 2021 года.
6. ↑  Гемфурт: как советские дети становились нацистскими диверсантами. m24.ru. Дата обращения: 14 июля 2021. Архивировано 14 июля 2021 года.